# West Dublin/Pleasanton
West Dublin/Pleasanton is een metrostation in de Amerikaanse plaats Dublin (Californië) aan de Dublin/Pleasanton-Daly City Line. BART opende de lijn in 1997 naar het oostelijker gelegen huidige eindpunt. In de eerste plannen voor de lijn uit de jaren 80 van de twintigste eeuw West Dublin/Pleasanton het eindpunt worden met een optie tot verdere verlenging naar het oosten. Begin jaren 90 werd dit omgedraaid, de lijn door de middenberm werd meteen tot het huidige eindpunt gebouwd en West Dublin/Pleasanton werd geschrapt. In 1999 werd alsnog overeenstemming bereikt over de bouw die in 2006 begon. Het station ligt op maaiveld niveau in de middenberm van interstate 580, de reizigers kunnen het station bereiken via loopbruggen over de autosnelweg.